# Pic de Cagire
Le pic de Cagire est un sommet des Pyrénées françaises, dans la région du Comminges dans la Haute-Garonne. Son altitude est de 1 912 mètres.

## Toponymie
Le nom pourrait venir du proto-basque ka(r)-, « pierre » et de l'étymon de giro, actuel basque pour « ambiance, atmosphère » reliable aux hauteurs, aux cieux. Le pic de Cagire reviendrait donc au « pic de la Roche-Haute »[réf. nécessaire].

## Géographie

### Topographie

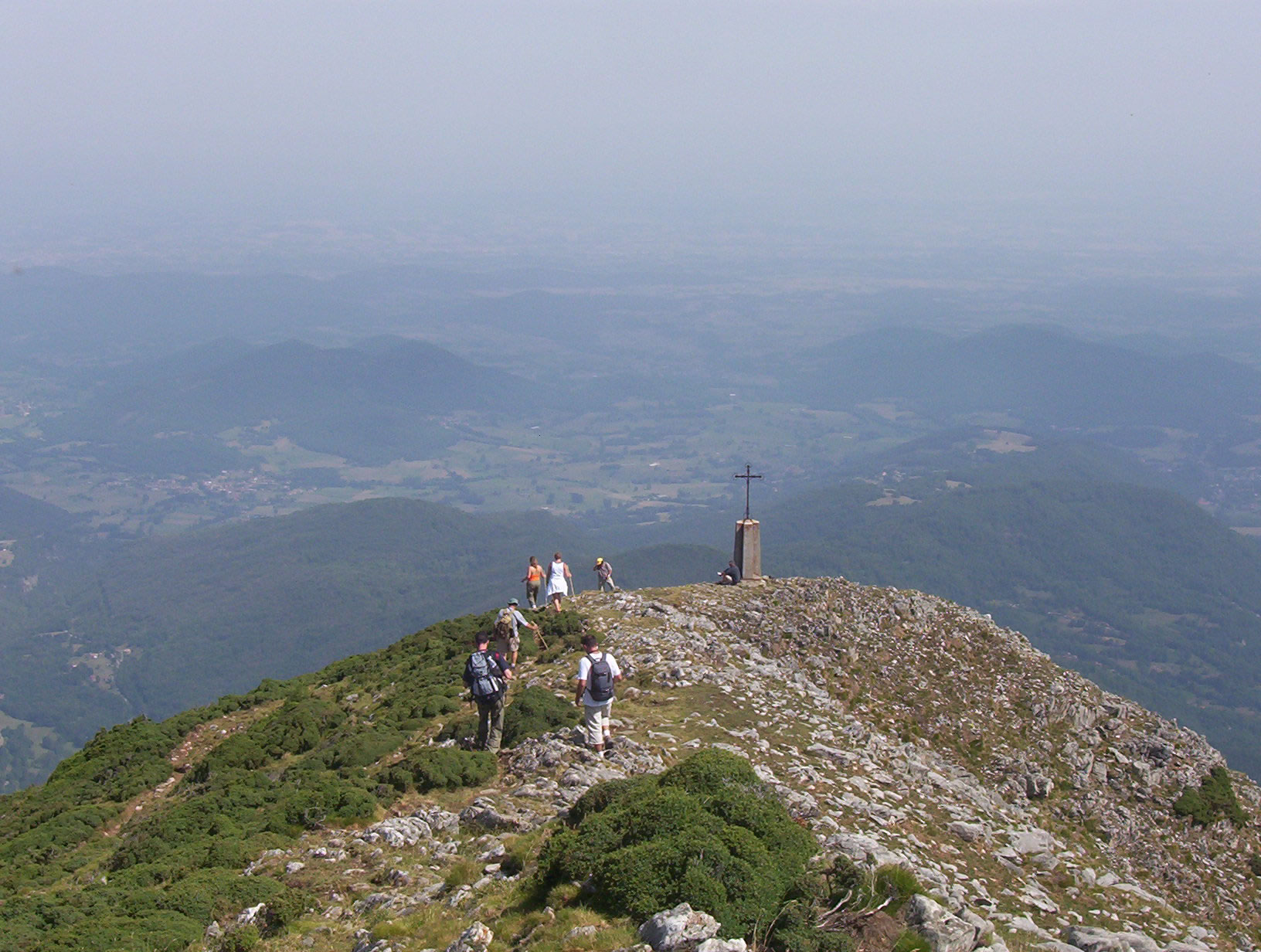
La croix du Cagire depuis le sommet du pic, et vue sur la vallée de la Garonne.

Situé à la limite entre les communes de Juzet-d'Izaut et de Sengouagnet (Haute-Garonne), le pic de Cagire est un sommet très connu de la Haute-Garonne, malgré sa faible altitude, car très visible du fait de sa position avancée par rapport à la chaîne pyrénéenne.
L'estive du pic de Cagire a une superficie d'environ 140 hectares, ce territoire domanial est géré par l'ONF.

## Histoire
Dans le panthéon pyrénéen, Kagiri est la divinité associée au pic de Cagire. Il s'agit en fait d'un dieu inventé à la suite d'une mauvaise lecture par Castillon d'Aspet (milieu du XIXe siècle) d'un autel funéraire d'Arguenos (Haute-Garonne), qu'il avait pris pour un autel votif.

## Voies d'accès
Un accès rapide et commode au sommet consiste à rejoindre en voiture, sur la route forestière goudronnée qui part du col de Buret (600 m) près de Juzet-d'Izaut, le parking de la cabane forestière du Couage (960 m). À partir du parking, un sentier balisé monte à travers la forêt domaniale de Juzet-d'Izaut, passe près de la cabane de Juzet (1 357 m) puis rejoint la crête, entre le pic lui-même et le sommet secondaire, le Pique-Poque (1 898 m), en zigzaguant le long des prairies du versant Nord-Ouest du pic.
Il est aussi possible de l'atteindre par le versant Sud depuis le col de Menté (1 346 m), près de la station de ski de Boutx-Le Mourtis.
Le sommet du Cagire offre une des plus belles vues panoramiques de la chaîne des Pyrénées et de la plaine de la Garonne.